# 1-й Фруктовий провулок (Житомир)
1-й Фруктовий провулок — провулок в Корольовському районі міста Житомир.

## Розташування
Розташований у завокзальній частині міста. Бере початок від Фруктової вулиці. Прямує на північний схід та повертає на північний захід. Г-подібний на плані. Завершується перехрестям з 2-м Фруктовим провулком. 

## Історія
Провулок виник у 1950 році. До 1958 року був частиною Фруктового провулка (нині Фруктова вулиця). З 1958 року чинна назва. Забудова провулка сформувалася у 1950 — 1960-х рр. Станом на 1968 рік садибна забудова провулка сформована.